# Visočka
Visočka (en serbe cyrillique : Височка) est un village de Serbie situé dans la municipalité de Sjenica, district de Zlatibor. Au recensement de 2011, il comptait 44 habitants.

## Démographie
| 1948 | 1953 | 1961 | 1971 | 1981 | 1991 | 2002 | 2011 |
| ---- | ---- | ---- | ---- | ---- | ---- | ---- | ---- |
| 88   | 111  | 137  | 165  | 133  | 63   | 74   | 44   |

|  |